# جین ام. آئول
جین ام. آئول (انگلیسی: Jean M. Auel؛ زادهٔ ۱۸ فوریهٔ ۱۹۳۶) نویسنده، و رمان‌نویس اهل ایالات متحده آمریکا است.